# Kereta Api Indonesia
PT Kereta Api Indonesia hay Perseso (Tiếng Việt: Công ty Đường sắt Indonesia), viết tắt là PT KAI hoặc KAI là một công ty đường sắt duy nhất của Indonesia. Đây là một công ty do nhà nước quản lý. Trụ sở chính của KAI nằm tại Bandung, Tây Java, Indonesia.

## Lịch sử phát triển

### Từ năm 1864 - năm 1942 (thuộc Hà Lan)
Lịch sử đường sắt Indonesia bắt đầu khi Toàn quyền Đông Ấn Hà Lan bắt đầu xây dựng tuyến đường sắt Semarang–Vorstenlanden (Solo–Yogyakarta) vào ngày 17 tháng 6 năm 1864 với khổ đường sắt 1.435 mm. Sau đó họ đã xây các tuyến mới như tuyến Surabaya–Pasuruan–Malang ở đảo Java, các tuyến đường sắt cũng được xây dựng tại Aceh năm 1876, tại Bắc Sumatera năm 1889, tại Tây Sumatera năm 1891, tại Nam Sumatera năm 1914. Đến năm 1928, tổng chiều dài của đường sắt Indonesia là 7.464 km trong đó có 4.089 km đường sắt do nhà nước quản lý, 3.375 km đường sắt còn lại thuộc các công ty tư nhân.

### Từ năm 1942 - 1945 (thuộc Nhật Bản)
Vào năm 1942, Toàn quyền Đông Ấn Hà Lan đầu hàng Đế quốc Nhật Bản vô điều kiện và đường sắt Indonesia được chuyển cho Nhật Bản quản lý. Khi đó công ty đường sắt quốc gia này đã được đổi tên thành Rikuyu Sokyuku. Đường sắt thời này đa số chỉ được dùng để phục vụ cho mục đích chiến tranh.

### Từ năm 1945 - nay
Vào ngày 17 tháng 8 năm 1945, sau khi Indonesia tuyên bố độc lập, ngày 28 tháng 9 năm 1945, Indonesia đã tiếp quản lại Trụ sở Đường sắt Indonesia tại Bandung. Việc này đã đánh dấu sự thành lập của Djawatan Kereta Api Republik Indonesia (DKARI). Đến năm 1958, các tuyến đường sắt ở Indonesia đều được quốc hữu hóa gồm cả Deli Spoorweg Maatschappij (DSM) từ đó thành lập nên công ty Perusahaan Negara Kereta Api (PNKA). Sau vài lần chuyển tên thành Perusahaan Jawatan Kereta Api (PJKA) năm 1971 và Perusahaan Umum Kereta Api (Perumka) năm 1991, vào tháng 5 năm 2010, PT Kereta Api Indonesia (Persero). Hiện tại, PT Kereta Api Indonesia có 7 công ty con gồm: PT Reska Multi Usaha, PT Railink, PT Kereta Api Indonesia Commuter Jabodetabek, PT Kereta Api Pariwisata, PT Kereta Api Logistics, PT Kereta Api Correctti Manajemen, PT Pilar Sinergi BUMN Indonesia.
Vào năm 2019, PT Kereta Api Indonesia đã đáp ứng nhu cầu 429 triệu lượt khách và 47,2 triệu tấn hàng hóa.

## Cơ sở vật chất

### Đường sắt

Bản đồ giao thông ở đảo Java, Indonesia

PT Kereta Api Indonesia đang khai thác hai khổ đường ray là 1.067 mm và 1.435 mm. Các tuyến đường sắt ở Java và Sumatra đều sử dụng khổ 1.067 mm, đường sắt ở Aceh sử dụng khổ 1.435 mm. Tổng chiều dài đường sắt (bao gồm cả đường sắt bỏ hoang) của Indonesia là 7.583 km, trong đó 5.042 km đường sắt đang được khai thác sử dụng cho đến năm 2019. Trong đó, phần lớn các tuyến đường sắt có lưu lượng tàu lớn đều là đường đôi.

### Đầu máy toa xe
PT Kereta Api Indonesia hiện đang có:
- 420 đầu máy xe lửa.
- 578 đầu máy điện.
- 121 đầu máy diesel.
- 1,607 toa tàu khách.
- 6,782 toa hàng hóa.[6]

Đa số các đầu máy PT Kereta Api Indonesia đều là đầu máy diesel, còn những đầu máy mới đều là đầu máy điện. Các loại đầu máy hiện đang được sử dụng như sau:
| Số thứ tự | Tên đầu máy | Hình ảnh    |
| --------- | ----------- | ----------- |
| 1         | C300        | không khung |
| 2         | C301        |             |
| 3         | D300        | không khung |
| 4         | D301        | không khung |
| 5         | BB200       | không khung |
| 6         | BB201       | không khung |
| 7         | BB202       | không khung |
| 8         | BB203       | không khung |
| 9         | BB204       | không khung |
| 10        | BB300       | không khung |
| 11        | BB301       | không khung |
| 12        | BB302       | không khung |
| 13        | BB303       | không khung |
| 14        | BB304       | không khung |
| 15        | BB305       | không khung |
| 16        | BB306       | không khung |
| 17        | CC200       | không khung |
| 18        | CC201       | không khung |
| 19        | CC202       | không khung |
| 20        | CC203       | không khung |
| 21        | CC204       | không khung |
| 22        | CC205       | không khung |
| 23        | CC206       | không khung |
| 24        | CC300       | không khung |

### Các dịch vụ tàu khách đã được đặt tên

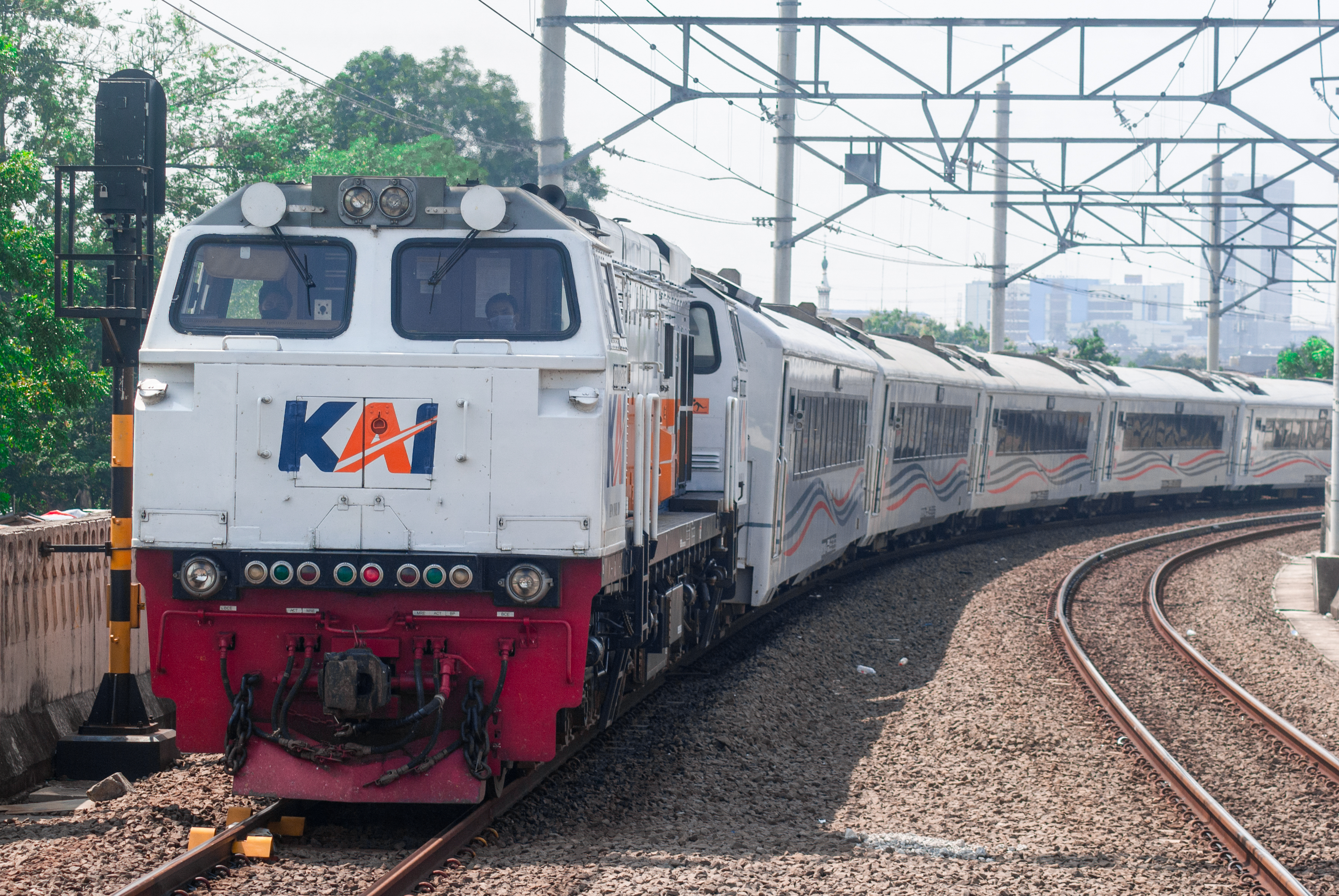
Tàu khách hạng thương gia (Executive Class)

Kereta Api Indonesia tổ chức chạy các chuyến tàu khách đã được đặt tên ở khu vực đảo Java với ba hạng ghế:
- Hạng ghế thương gia (Executive Class).
- Hạng ghế trung bình (Bussiness Class).
- Hạng ghế phổ thông (Economy Class).

### Toa xe du lịch
Ngoài những dịch vụ tàu phổ biến còn có những toa tàu dịch vụ sang trọng được các tổ chức hoặc tư nhân thuê và ghép vào các đoàn tàu bình thường trong một hành trình cụ thể. Những dạng toa tàu trên còn được gọi là "kereta witasa" ("toa xe du lịch").